# ニュー・シティ (ニューヨーク州)

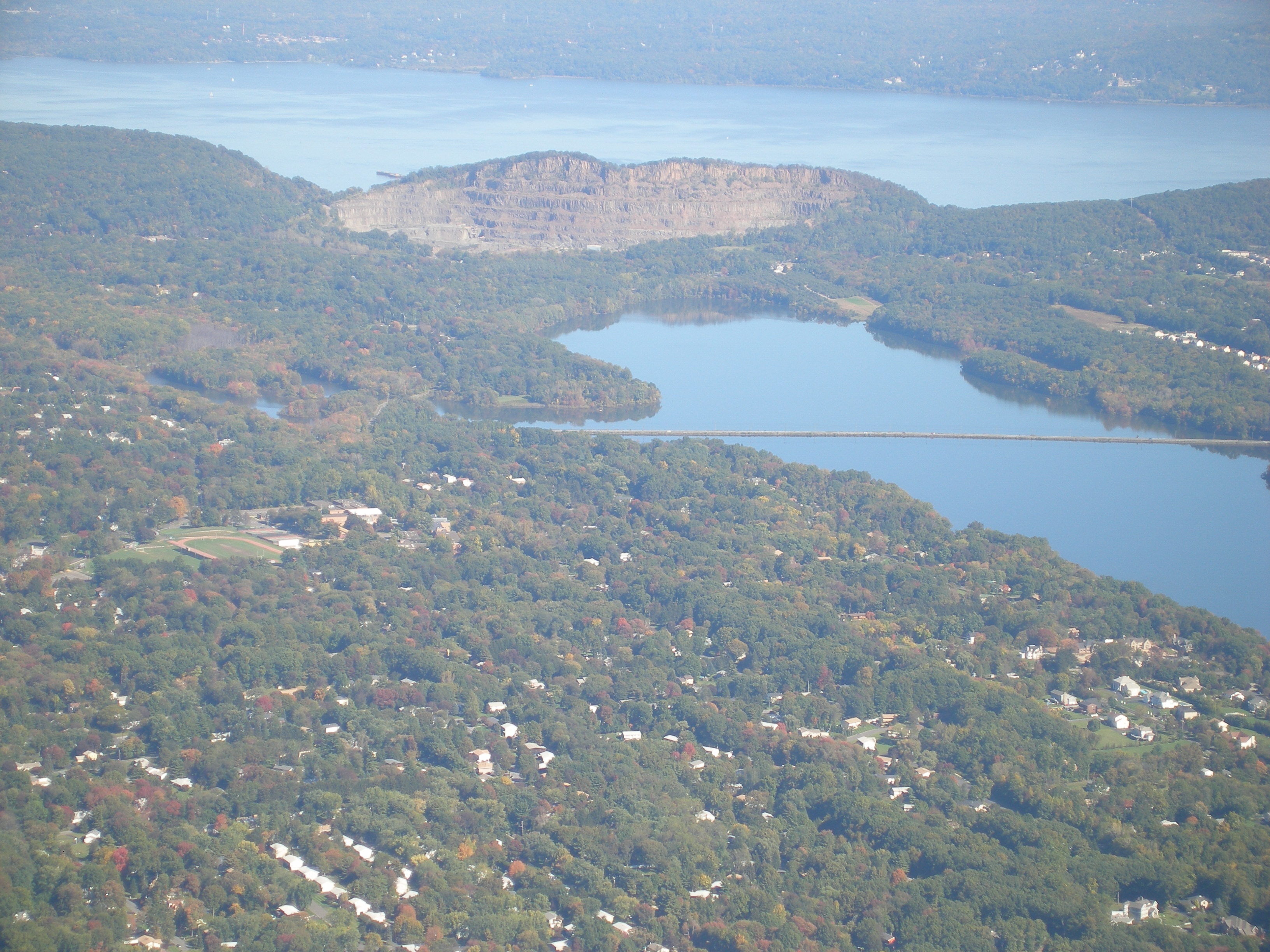
上空から

ロックランド郡内の位置

ニュー・シティ（New city）は、アメリカ合衆国ニューヨーク州ロックランド郡の郡庁所在地。クラークスタウンの中にある国勢調査指定地域（CDP）である。人口は3万5101人（2020年）。ハドソン川の西に位置し、郡裁判所やクラークスタウン警察などの役所が立地している。富裕層の住民が多い。ZIPコードは、10956。

## 歴史
1798年にロックランド郡が設立された時に郡庁が置かれた。理由は地理的の郡の中央に位置していたからである。現在に至るまで自治政府を持たないCDPとして存在している。ニュー・シティは歴史的な雰囲気を残しながら発展し続けている。

### 歴史的建造物
- Collyer Farm Pond & New City Park - Collyer Road & Lake Drive.
- H. R. Stevens House - 234 Congers Road.
- The Jacob Blauvelt House, 20 Zukor Road.
- Rockland County Court House, 1 South Main Street.
- Martinus Hogenkamp Cemetery, South Little Tor Road.
- One Germonds, 1 Germonds Road